# Hilda Doolittle
Hilda Doolittle (även känd under sina initialer H. D.), född 10 september 1886 i Bethlehem, Pennsylvania, död 27 september 1961 i Zürich, Schweiz, var en amerikansk författare.
Doolittle arbetade som författare under fem decennier. Hon skrev romaner, memoarer, recensioner, uppsatser, en barnbok och gjorde ett antal översättningar från grekiska, men hon är framför allt känd för sin nyskapande och experimentella poesi.

## Biografi
Doolittle föddes den 10 september 1886 i en herrnhutisk gemenskap i Betlehem, Pennsylvania. Hennes far, Charles Doolittle, var professor i astronomi vid Lehigh University och hennes mamma Helen (Wolle) var en herrnhutare med ett starkt intresse för musik.  
1911 reste hon till Europa där hon stannade fram till sin död 1961.
Hennes bror Gilbert dog 1918, när han deltog i första världskriget. 
1918 träffade Doolittle den rika engelska romanförfattarinnan Bryher (Annie Winifred Ellerman). De båda bodde tillsammans till 1946, och var ett par i resten av Doolittles liv.  
Hon var vän med Sigmund Freud och blev hans patient för att förstå och bearbeta sin bisexualitet, sitt krigstrauma, sitt skrivande och sina andliga upplevelser.
Under en period var hon förlovad med Ezra Pound. Tillsammans med honom grundade hon imagismen. Hon var senare gift med Richard Aldington.
Doolittle hade ett antal relationer med både män och kvinnor. Hon omfamnade sin sexualitet och blev en ikon för både HBTQ-rörelsen och feminismen när hennes dikter, teaterstycken, brev och uppsatser återupptäcktes under 1970- och 1980-talen.